# Janet Jacksonová
Janet Jacksonová, rodným jménem Janet Damita Jo Jackson, (* 16. května 1966 Gary, Indiana) je americká zpěvačka, skladatelka, producentka, tanečnice a herečka.
Je nejmladším dítětem slavné Jacksonovy rodiny. Je sestrou popového krále Michaela Jacksona. Rozhodla se pro sólovou kariéru, jelikož byla vždy ve stínu svých sourozenců, a prosadila se mezi nejúspěšnější popové zpěvačky v historii.

## Život

### Dětství
Janet je nejmladší z devíti dětí, narodila se v Gary v Indianě rodičům Josephovi a Katherine Jacksonovým. Otec Joseph byl svědkem Jehovovým a pracoval jako operátor jeřábu v ocelárně. Její matka Katherine byla katolička a pracovala jako účetní. Před Janetiným narozením se otec rozhodl pracovat v hudebním průmyslu.
Když byla batole, její bratři Jackie, Tito, Jermaine, Marlon a Michael začali vystupovat po nočních podnicích jako kapela nazvaná The Jackson 5. V roce 1969 už vydali své první album a dostali se i na první místo v prestižní americké hitparádě Billboard Hot 100. Po tomto úspěchu se celá rodina přestěhovala do honosnějšího domu v Kalifornii.
Janet neměla v dětství zájem pracovat pro zábavní průmysl, věnovala se hlavně koním a jejím snem bylo stát se profesionální jezdkyní. Nicméně po pár letech začala sláva Jackson 5 upadat, a tak se otec Joseph pro záchranu kapely rozhodl před světla reflektorů postavit zbytek svých dětí včetně Janet.
V dubnu 1974 si Janet odbyla své debutové vystoupení na jevišti v Las Vegas, kde vystoupili téměř všichni členové Jacksonovy rodiny. Janet se rychle stala velmi oblíbenou hlavně tím, že uměla napodobovat hvězdy jako byly Cher nebo Marie Osmond.

### Hudební začátky (1982–1985)
Ačkoli vystupovala v televizi od svých devíti let, nikdy neaspirovala na post zpěvačky. Nicméně souhlasila s pomocí rodině při vystoupeních. Její první píseň byla duet s bratrem Randym, vyšla v roce 1978 a jmenovala se Love Songs for Kids. Dále ji vyšly další „rodinné“ nahrávky se sestrou La Toyou a bratrem Michaelem.
V roce 1981 se se svými dvěma staršími sestrami La Toyou a Rebbie rozhodly pro nahrávaní vlastní společné desky, ale neshody mezi oběma staršími sestrami vedly k nezdaru tohoto plánu.
Její otec nechtěl Janet dovolit nahrávání vlastní sólové desky, protože nebyla tak hlasově talentovaná jako Michael nebo Rebbie. Nicméně když jí bylo šestnáct (1982), vydala svou debutovou desku nazvanou jednoduše Janet Jackson.
Album bylo úspěšné a v TOP 50 prodejnosti desek americké hitparády strávilo čtyřicet pět týdnů. Z alba vyšly tři singly nazvané Young Love, Say You Do a Come Give Your Love to Me. Celkem se alba prodalo více než 250 tisíc kusů.
V roce 1984 vydala své druhé album nazvané Dream Street. Album je hodně odlišné od prvního, vychází ze stylu funky. Albu se v žebříčcích moc nevedlo, svůj vrchol mělo na čísle devadesát. Kritici začali spekulovat, zda je Janet Jacksonová schopna stát se úspěšnou zpěvačkou.
V témže roce se zamilovala a utekla s Jamesem DeBargem. Jejich manželství ale bylo rozvedeno v březnu 1985, protože DeBarge začal brát drogy.

### Nová image a popularita (1986–1991)
Po skromných úspěších prvních dvou alb se Jacksonová rozhodla hudební povolání znovu oživit, v té době jí bylo devatenáct. S nahráváním třetího alba tentokrát souhlasil i otec Joseph.
Album Control vyšlo v roce 1986 a stalo se ihned obrovským hitem. Velmi úspěšnou písni byla When I Think Of You. Choreografii k videoklipu této písně vytvořila Paula Abdul. Koncem roku 1986 se album Control dostalo do vedení v prodejnosti desek. Do konce roku se jej stihlo prodat více než 5 milionů. Album bylo oceněno nominací na cenu Grammy. V témže roce se Janet rozhodla pro svou nezávislost a přestala využívat manažerské služby svého otce.
V roce 1989 začala Janet nahrávat své čtvrté album nazvané Janet Jackson's Rhythm Nation 1814 (číslo 1814 má symbolizovat vznik americké hymny). Vyšlo v září téhož roku a hned v týdnu vydání se umístilo na čele v prodejnosti desek v USA. Alba se prodalo více než 6 milionů. V roce 1990 za něj dostala svou první cenu Grammy.
Ve snaze změnit svůj veřejný obraz se Janet rozhodla natočit sexy video k písni Love Will Never Do (Without You), kterým dala najevo veřejnosti svou proměnu z dívčí zpěvačky v dospělou ženu. V roce 1991 se tajně vdala za dlouholetého přítele Reného Elizonda ml. Jejich manželství bylo tajemstvím téměř deset let.

### Posun v kariéře (1992–1995)
Před vydáním alba Janet Jackson's Rhythm Nation 1814 se Jacksonová rozhodla opustit nahrávací společnost A&M Records a odešla k Virgin Records. Tento přechod byl velkou mediální událostí, jelikož její smlouva byla podepsána na 40 milionů dolarů. Album vydané u nové společnosti se rozhodla nazvat jednoduše janet., tím také chtěla dát najevo, aby jí neustále média nespojovala s kariérou Jacksonovy rodiny.
V červenci 1993 měla Janet svůj debut i před televizní kamerou, kde pro jeden film natočila svou nejúspěšnější baladu Again. Za ni také obdržela nominaci na Zlatý glóbus za nejlepší filmovou píseň. Album janet. se opět umístilo na prvním místě v prodejnosti desek, což se týkalo kromě USA i sedmnácti dalších zemích, a tak se stalo nejprodávanější deskou roku 1994.
V září 1993 se Janet objevila téměř nahá na titulní stránce časopisu Rolling Stone. Tato titulní strana se stala jednou z nejslavnějších fotografií a byla zvolena[kým?] v roce 2000 nejslavnější titulní stranou všech dob. Na fotografii je Janet nahá do pasu a prsa jí zakrývají mužské ruce. Později Janet řekla, že jsou to ruce jejího manžela.
Po mnoha letech se Janet rozhodla pro spolupráci se svým bratrem Michaelem, v roce 1995 natočili společnou píseň nazvanou Scream.
V říjnu 1995 vydala album svých největších hitů nazvané Design Decade 1986/1996.

### Velká kritika a osobní neúspěchy (1996–1999)
V roce 1996 znovu podepsala smlouvu s Virgin Records, tentokrát na 80 milionů dolarů a tím se stala nejvíce vydělávající ženou-interpretkou všech dob. V témže roce se pustila do nahrávání dalšího alba. Na hudební scénu se vrátila s novou image s tetováním a s piercingem.
Fanoušci byli zaraženi obsahem písní na novém albu The Velvet Rope. Zpěvaččiny texty se týkaly depresí, domácího zneužívání a nízké sebedůvěry. Žena, o které si všichni mysleli, že má všechno najednou, procházela těžkým životním obdobím. Média se začala zabývat jejím vztahem s Elizondem. Vztah se postupně rozpadal. Do roku 1999 tajili své manželství, po rozvodu zpěvačka přiznala, že čím více bylo slávy, tím si byli vzdálenější a na jejich vztah to mělo negativní účinek.

### Návrat do popředí (2000–2003)
V roce 2000 se Jackosová vrátila k filmu, zahrála si v pokračování snímku Zamilovaný profesor po boku Eddieho Murphyho. Krátce nato vydala své sedmé studiové album, kde byl i veleúspěšný singl All For You. Za toto album obdržela další cenu Grammy. V roce 2002 začal její vztah s hip hopovým producentem Jermainem Duprim.

### Skandál na finále Super Bowlu a Damita Jo (2004–2005)
Během poločasu finále Super Bowlu, které se odehrálo 1. února 2004, Justin Timberlake před více než 100 milionem lidí strhl Janet kus oděvu a tím odhalil její ňadro s piercingem ve tvaru slunce. Některé televizní stanice ihned přerušily vysílání z důvodu pohoršování mládeže, celý incident se vyšetřoval a byl velmi medializován. Zpočátku Janet Jacksonová tvrdila, že šlo o selhání šatů, ale později přiznala, že šlo o předem naplánovanou věc. Následkem tohoto skandálu se musela Janet veřejně omluvit v přímém přenosu předávání cen Grammy. Při této omluvě se přítel Janet Jacksonové Jermaine Dupri vzdal členství v akademii Grammy. Televizní společnost CBS, která zápas i vystoupení vysílala, dostala v roce 2004 od Federální komise pro spoje (FCC) pokutu 550 000 dolarů, ale odvolací soud 21. července 2008 udělenou pokutu zrušil.
V témže roce vydala Janet své osmé album nazvané Damita Jo. V prvním týdnu se alba prodalo více než 400 tisíc, což Janet zaručilo okamžité vedení prodejnosti desek v USA. Zpěvačka řekla, že toto album je všechno, co se honí v její hlavě. Třebaže album Damita Jo bylo považováno za zklamání oproti minulým albům, prodalo se jej na 3 miliony a Jacksonová za něj získala opět ocenění Grammy.

### Alba 20 Y.O. a Discipline (2006–2009)
Janet natočila své deváté album, které vyšlo 26. září 2006. Sama zpěvačka přiznala, že to je malá rekapitulace stylů za dvacet let její kariéry. Album dostalo název 20 Y.O. Celosvětově se alba prodalo 1,5 milionu, získalo od RIAA certifikaci Platinum a také nominaci na Grammy za nejlepší současné R&B album.
Jacksonová se stala podle časopisu Forbes sedmou nejbohatší ženou v zábavním průmyslu, když nashromáždila jmění přes 150 milionů dolarů. V roce 2007 si zahrála psychoterapeutku po boku Tylera Perryho ve filmu Why Did I Get Married? (Proč jsem se vdala?). Film se stal jejím třetím kasovním trhákem a vydělal 60 milionů dolarů.
Discipline je desáté studiové album (třinácté celkově) Janet Jacksonové, které vydalo 22. února 2008 hudební vydavatelství Island Records.
Jacksonová byla také oslovena, aby nahrála hlavní singl k filmu Rush Hour 3. Na 19. ročníku GLAAD Media Awards získala ocenění Vanguard Award za svůj přínos při prosazování rovných práv mezi gay komunitou.
V červnu 2009 zemřel ve věku padesáti let Janetin bratr Michael. O jeho smrti promluvila veřejně při předávání cen BET Awards a uvedla: „Chtěla bych vám jen říct, že pro vás je Michael ikona, pro nás je Michael rodina. A navždy bude žít v našich srdcích. Jménem naší rodiny a svým jménem vám děkuji za veškerou vaši lásku, děkuji za veškerou vaši podporu. Moc nám chybí." Během truchlení se svou rodinou se soustředila na práci, aby se vyrovnala se smutkem, a vyhýbala se zprávám o smrti svého bratra. Během této doby ukončila svůj sedmiletý vztah s Jermainem Duprim.
V listopadu 2009 vydala Jacksonová druhou sbírku hitů Number Ones (pro mezinárodní vydání přejmenovanou na The Best).

### Filmové projekty a True You (2010–2014)
V dubnu 2010 si Jacksonová zopakovala roli v pokračování filmu Why Did I Get Married? (Proč jsem se vdala?) pod názvem Why Did I Get Married Too? (Proč jsem se také vdala?) Film vydělal šedesát milionů dolarů.
V listopadu 2010 hrála Jackson Joannu v dramatu For Colored Girls, filmové adaptaci hry Ntozake Shange z roku 1975 For Colored Girls Who Have Considered Suicide When the Rainbow Is Enuf. Její filmová role byla přirovnána k Meryl Streepové jako Mirandě Priestlyové ve filmu Ďábel nosí Pradu.  Její výkon si vysloužil nominaci na Black Reel Awards v kategoriích nejlepší herečka ve vedlejší roli a nejlepší soubor.
Jacksonová podnikla své největší světové turné na podporu druhé sbírky hitů Number Ones. Turné s názvem Number Ones, Close and Personal uspořádalo koncerty v pětatřiceti světových městech vybraných fanoušky, kteří zaslali návrhy na její oficiální web. Během turné Jacksonová předvedla třicet pět hitů číslo jedna a každému městu věnovala jednu píseň. Mattel vydal limitovanou edici Barbie s názvem „Božská Janet“, vydraženou za více než 15 000 $, jejíž výtěžek byl věnován projektu Angel Food.
V únoru 2011 vydala Jacksonová knihu True You: A Journey to Finding and Loving Yourself (Pravda o vás: cesta k nalezení a lásce k sobě samému), kterou napsala společně s Davidem Ritzem. Zaznamenala její boj s nadváhou a nedostatkem sebevědomí, ale také uveřejnila dopisy od fanoušků. Následující měsíc se kniha umístila na prvním místě seznamu bestsellerů vydávaných The New York Times.
Jacksonová se stala první popovou zpěvačkou, která vystoupila ve skleněné pyramidě v muzeu Louvre a získala příspěvky na restaurování ikonických uměleckých děl.
V roce 2012 Janet podpořila Nutrisystem a sponzorovala jejich program na hubnutí poté, co se v minulosti sama potýkal s kolísáním hmotnosti. V rámci tohoto programu věnovala hladovějícím jídlo v hodnotě deseti milionů dolarů. Byla oceněna amfAR za příspěvky k výzkumu AIDS, když předsedala galavečeru Cinema Against AIDS během filmového festivalu v Cannes. Podílela se také na veřejné propagaci pro UNICEF na pomoc hladovějícím dětem.

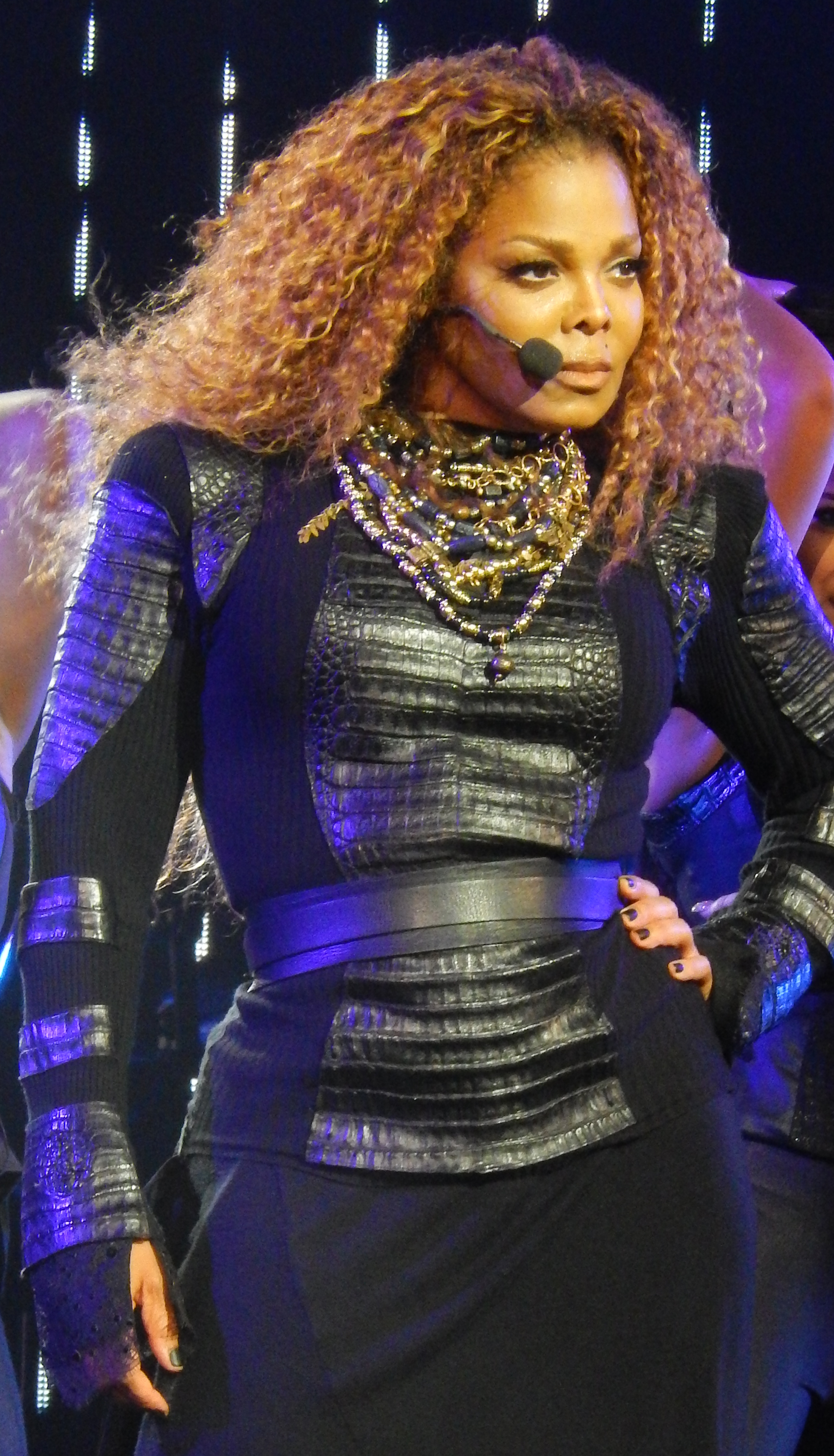
Janet Jackson v roce 2015

### Album Unbreakable, turné a Rock and Roll Hall of Fame (2015–2019)
V roce 2015 Jacksonová oznámila plány vydat se na světové koncertní turné a vydat nové album ve vlastním vydavatelství Rhythm Nation. Spuštěním Rhythm Nation se stala jednou z mála afroamerických hudebnic, které vlastní nahrávací společnost.
Koncem srpna roku 2015 Janet rozjela světové turné s názvem Unbreakable ke svému stejnojmennému jedenáctému studiovému albu, v rámci kterého odehrála 37 koncertů. Album Unbreakable vyšlo 2. října 2015. Následující týden získala Jacksonová svou první nominaci na uvedení do Rock and Roll Hall of Fame. V říjnu 2018 získala svou třetí nominaci na uvedení do Rock and Roll Hall of Fame, která byla koncem roku potvrzena.

### Dokumentární filmy a turné (od 2020)
V roce 2020 oznámila Jacksonová své nadcházející dvanácté studiové album Black Diamond, které mělo doprovázet turné Black Diamond World Tour. Později téhož roku bylo turné odloženo na neurčito kvůli pandemii covidu-19. V lednu 2022 měl v americké televizi premiéru dvoudílný dokument s názvem Janet Jackson.
V prosinci 2022 Jacksonová oznámila, že 14. dubna 2023 vyráží znovu na turné se svým Together Again Tour.

## Diskografie

### Studiová alba
| Rok                                     | Album                                                                                                   |  | Pozice v Billboard 200 | Pozice v Billboard 200 | Pozice v Billboard 200 | Pozice v Billboard 200 | Pozice v Billboard 200 | Pozice v Billboard 200 | Pozice v Billboard 200 | Pozice v Billboard 200 | Pozice v Billboard 200 | Pozice v Billboard 200 | Prodej                                             | Ocenění                                                                               |
| Rok                                     | Album                                                                                                   |  | U.S.                   | U.S. R&B               | UK                     | CAN                    | AUS                    | NZ                     | GER                    | FRA                    | JPN                    | SA                     | Prodej                                             | Ocenění                                                                               |
| --------------------------------------- | --- |  | ---------------------- | ---------------------- | ---------------------- | ---------------------- | ---------------------- | ---------------------- | ---------------------- | ---------------------- | ---------------------- | ---------------------- | -------------------------------------------------- | ------------------------------------------------------------------------------------- |
| 1982                                    | Janet Jackson - První studiové album - Vydáno: 21. září 1982 - Label: A&M Records                       |  | 63                     | 6                      | —                      | —                      | —                      | 44                     | —                      | —                      | —                      | 98                     | - US: 250,000 - US: 82,000                         |                                                                                       |
| 1984                                    | Dream Street - Druhé studiové album - Vydáno: 23. října 1984 - Label: A&M Records                       |  | 147                    | 19                     | —                      | —                      | —                      | —                      | —                      | —                      | —                      | —                      | - US: 250,000 - US: 44,000                         |                                                                                       |
| 1986                                    | Control - Třetí studiové album - Vydáno: 4. února 1986 - Label: A&M Records                             |  | 1                      | 1                      | 8                      | 11                     | 25                     | 5                      | 12                     | 11                     | 82                     | 1                      | - WW: 14,000,000+ - US: 5,000,000+ - US: 883,000   | - US: 5× Platinum - CAN: Platinum - UK: Platinum                                      |
| 1989                                    | Janet Jackson's Rhythm Nation 1814 - Čtvrté studiové album - Vydáno: 18. září 1989 - Label: A&M Records |  | 1                      | 1                      | 4                      | 10                     | 1                      | 9                      | 8                      | 7                      | 8                      | 1                      | - WW: 14,000,000+ - US: 9,000,000+ - US: 1,100,000 | - US: 6× Platinum - CAN: Platinum - UK: Platinum                                      |
| 1993                                    | janet. - Páté studiové album - Vydáno: May 18, 1993 - Label: Virgin Records                             |  | 1                      | 1                      | 1                      | 1                      | 1                      | 2                      | 4                      | 6                      | 5                      | 1                      | - WW: 20,000,000+ - US: 10,000,000+ - US: 860,000  | - US: 6× Platinum - CAN: 3× Platinum - UK: 2× Platinum                                |
| 1997                                    | The Velvet Rope - Šesté studiové album - Vydáno: 7. října 1997 - Label: Virgin Records                  |  | 1                      | 2                      | 6                      | 2                      | 4                      | 3                      | 4                      | 5                      | 10                     | 1                      | - WW: 10,000,000+ - US: 3,229,000+ - US: 420,000   | - US: 3× Platinum - CAN: 3× Platinum - AUS: 3× Platinum - UK: Platinum - EU: Platinum |
| 2001                                    | All for You - Sedmé studiové album - Vydáno: 24. dubna 2001 - Label: Virgin Records                     |  | 1                      | 1                      | 2                      | 1                      | 3                      | 3                      | 3                      | 2                      | 4                      | 1                      | - WW: 9,000,000+ - US: 3,107,000+> - US: 100,000   | - US: 2× Platinum - CAN: 3× Platinum - AUS: Platinum - UK: Gold - JP: 3× Platinum     |
| 2004                                    | Damita Jo - Osmé studiové album - Vydáno: 30. března 2004 - Label: Virgin Records                       |  | 2                      | 2                      | 32                     | 7                      | 18                     | 50                     | 21                     | 35                     | 10                     | —                      | - WW: 3,000,000+ - US: 1,002,000+                  | - US: Platinum - CAN: Platinum - UK: Silver - JP: Gold                                |
| 2006                                    | 20 Y.O. - Deváté studiové album - Vydáno: 26. září 2006 - Label: Virgin Records                         |  | 2                      | 1                      | 63                     | 4                      | 55                     | —                      | 46                     | 32                     | 7                      | —                      | - WW: 1,200,000+ - US: 679,000+                    | - US: Platinum - JP: Gold                                                             |
| 2008                                    | Discipline - Desáté studiové album - Vydáno: 25. února 2008 - Label: Island Records                     |  | 1                      | 1                      | 63                     | 3                      | 16                     | 35                     | 38                     | 43                     | 9                      | —                      | - WW: 1,000,000 - US: 449,000+                     | - US: Gold - JP: Gold                                                                 |
| 2015                                    | Unbreakable - Jedenácté studiové album - Vydáno: 2. října 2015 - Label: Rhythm Nation                   |  | 1                      | 1                      | 2                      | 1                      | 11                     | 12                     | 34                     | 28                     | 18                     | —                      | - US: 253,000 - FRA: 5,000                         |                                                                                       |
| "—" denotes releases that did not chart | |  |                        |                        |                        |                        |                        |                        |                        |                        |                        |                        |                                                    |                                                                                       |

## Filmografie
- Good Times (1977–1979)
- Diff'rent Strokes (1980–1984)
- Fame (1984–1985)
- Poetic Justice (1993)
- Nutty Professor II: The Klumps (2000)
- Why Did I Get Married? (2007)
- Why Did I Get Married Too? (2010)
- For Colored Girls (2010)
- Janet Jackson (2022)